# Барріос-де-Коліна
Барріос-де-Коліна (ісп. Barrios de Colina) — муніципалітет в Іспанії, у складі автономної спільноти Кастилія-і-Леон, у провінції Бургос. Населення — 64 особи (2010).
Муніципалітет розташований на відстані близько 220 км на північ від Мадрида, 19 км на схід від Бургоса.
На території муніципалітету розташовані такі населені пункти: (дані про населення за 2010 рік)
- Барріос-де-Коліна: 38 осіб
- Іньєстра: 2 особи
- Сан-Хуан-де-Ортега: 24 особи

## Демографія
Динаміка населення (INE ):